# ARD1

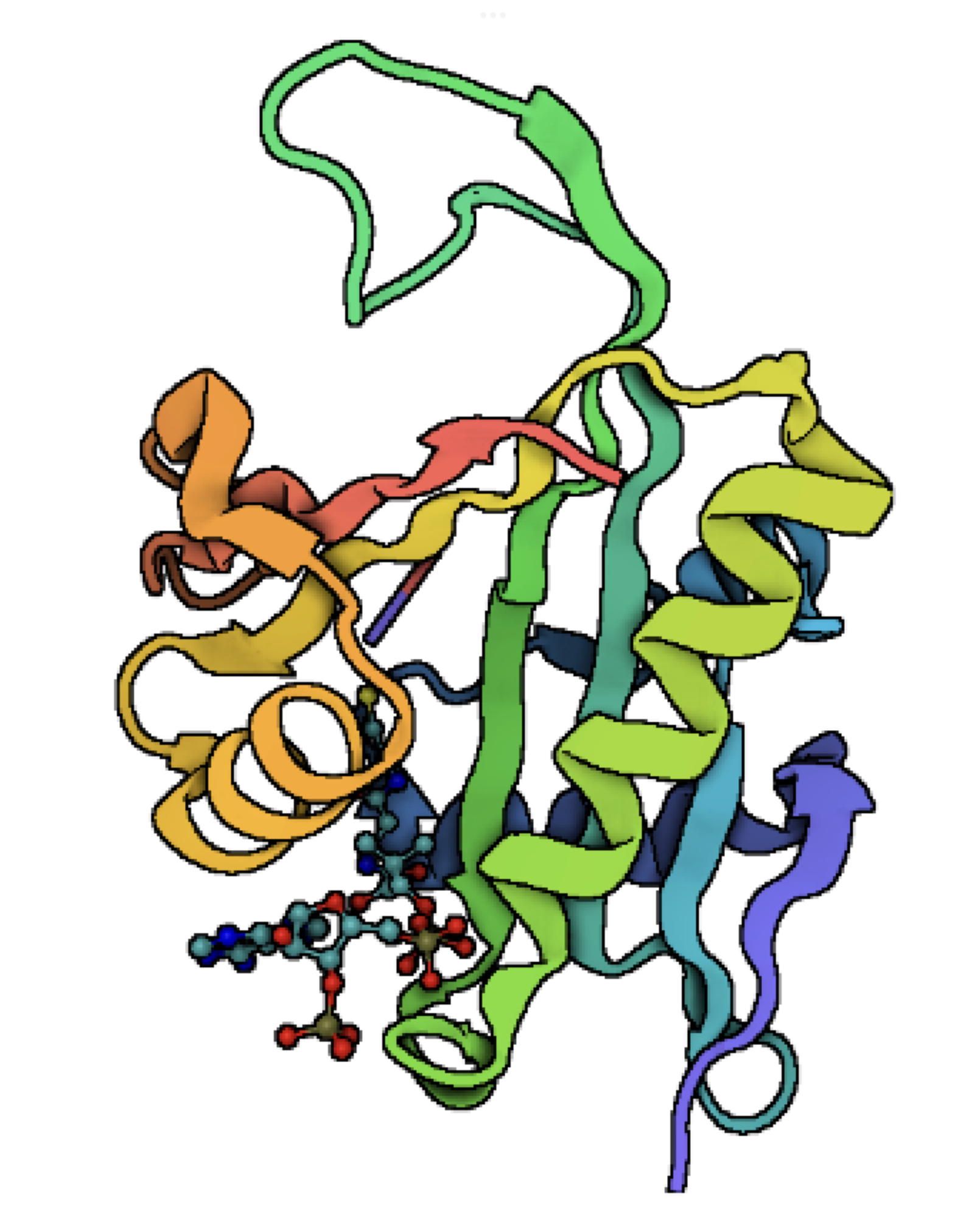
Esquema estructura proteica ARD1 realitzada a partir de dades del PDB

La proteïna ARD1 (de l'anglès arrest-defective protein) també coneguda com a N-alpha-acetiltransferasa 10 (NAA10) és una proteïna que està codificada en humans pel gen ARD1. Es troba al cromosoma Xq28 en humans i X A7.3 en ratolins, i està codificat per 8 exons. Constitueix una part del complex Nα-acetiltransferasa que és responsable de l'alfa-acetilació de proteïnes i pèptids. Aquest procés té certa rellevància en l'àmbit biomèdic, ja que està implicat en la regulació de gens i interaccions entre proteïnes. De manera més general, les proteïnes acetiltransferases estan implicades en l'oncogènesi, l'apoptosi i la regulació del cicle cel·lular.

## Descobriment
El 1985 es va identificar el principal gen que codificava aquesta proteïna, l’anomenat gen ARD1. La recerca que va dur al seu descobriment va ser liderada per dos biòlegs estatunidencs, Whiteway i Jack Szostak (guardonat amb el Premi Nobel de Fisiologia o Medicina 2009), durant el seu treball postdoctoral a Harvard.
La detecció del gen es va fer en el llevat Saccharomyces cerevisiae i la investigació els va permetre concloure, entre molts altres aspectes, la importància d’aquest gen en el cicle cel·lular. Les mutacions i canvis en el gen ARD1 causaven alteracions de la fase estacionària cel·lular i en molts punts de la mitosi.
Quasi vint anys més tard, al 2012, un grup d’investigadors dirigits per Wanguo Liu, professor de Genètica en el Centre de Ciències de la Salut de Nova Orleans, van aconseguir identificar la proteïna ARD1 i determinar part de la implicació oncològica relacionada amb al càncer de pròstata. El descobriment científic va ser publicat a la revista Proceedings of the National Academy of Sciences.
Avui, se sap que la proteïna ARD1 té un paper destacat en el desenvolupament de diversos tipus de càncer com ara el de pulmó, de mama, de pròstata o colorectal. S'ha convertit un objectiu prometedor per a la teràpia del càncer.

## Estructura i composició
La proteïna ARD1 és un component catalític de l'acetiltransferasa N-terminal compost per 238 aminoàcids que té una massa de 27,603 kDa. Els primers 65 aminoàcids constitueixen un domini vinculant per NAT1 amb la qual forma un complex estable que realitza l’acció d’acetilació N-terminal. Del 44 al 130 es troba el domini d'N-acetiltransferasa i del 78 al 83 té un senyal de localització nuclear NLS.
L' ARD1 consta d'una regió globular compacta, que representa dos terços de la proteïna, i un extrem C flexible. A diferència de les proteïnes que formen fibra a pH àcid, l'ARD1 forma agregats de protofilaments fàcilment en condicions fisiològiques de pH i temperatura.

## Variants

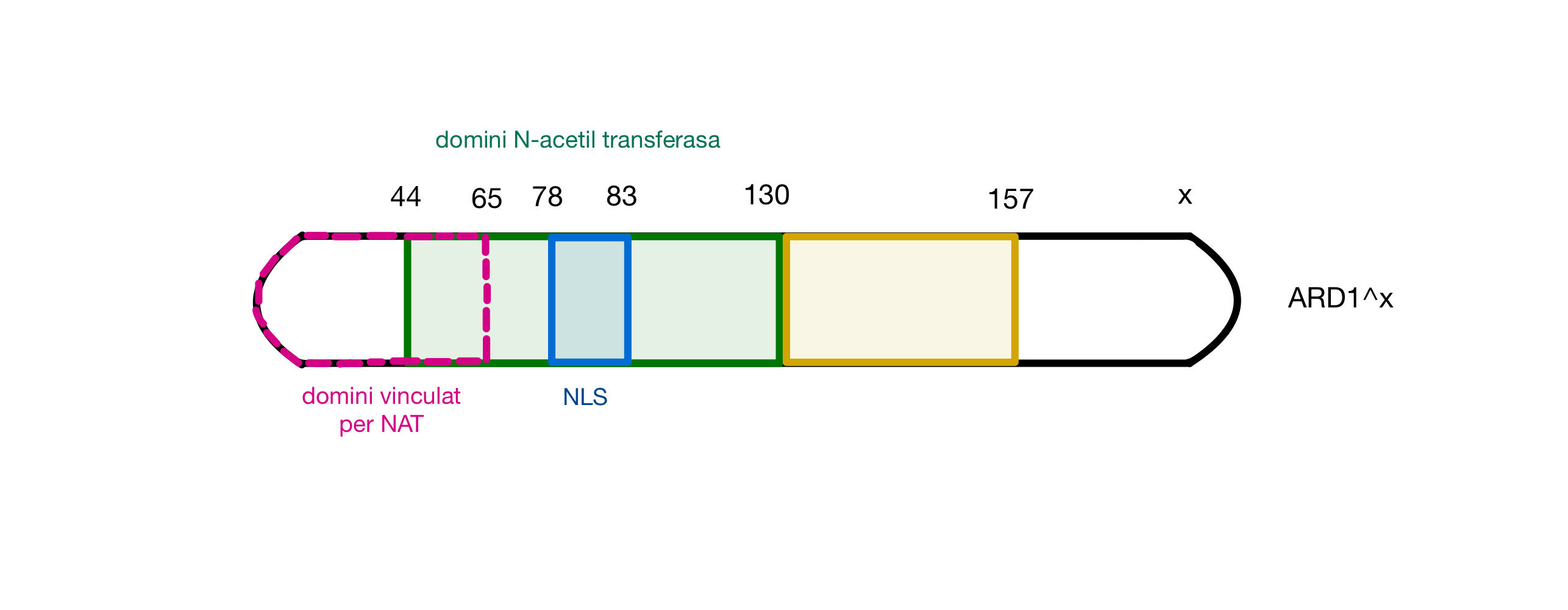
Distribució dels aminoàcids dins de la proteïna ARD1 de les diferents variants en funció del nombre d'aminoàcids (x).

S'han identificat diverses variants de la proteïna ARD1 que reben un nom en funció del nombre d’aminoàcids. Dins dels mamífers, les més comunes són l’ARD1235, ARD1225, ARD1198 o ARD1131, malgrat que en cèl·lules humanes només s'hi troben l’ARD1235 i l’ARD1131. Les mARD1225, mARD1235, i hARD1235 són les variants que han estat més estudiades al llarg dels anys. Les diferents variants s'associen amb diferents funcionalitats, diferents localitzacions dins de la cèl·lula i diferents condicions fisiològiques.

## Localització cel·lular
La proteïna ARD1 es troba a diverses espècies i pot presentar diverses variants segons la maduració (empalmament alternatiu) de l'ARNm. L'ARD1 en humans rep el nom de hARD1, i la seva variant més comuna és la hARD1235. Dins de la cèl·lula, la proteïna hARD1235 es troba principalment al citoplasma, on du a terme funcions relacionades amb la proliferació cel·lular.
Per altra banda, la variant hARD1131 ha estat majoritàriament localitzada a l'interior del nucli cel·lular.

## Funcions
Hi ha diverses isoformes de l’ARD1 i cada una té funcions diferents. En general es pot dir que l’ARD1 té diverses funcions, com ara la divisió cel·lular, la proliferació, la tumorigènesi i el desenvolupament de dendrites (pot tenir relació amb malalties neurològiques). 
Cada variant té les seves pròpies funcions (a causa de les diferències en la seqüència d’aminoàcids). Per exemple, l’ARD1225 inhibeix l’angiogènesi quan hi ha hipòxia, mentre que l’ARD1235 s'encarrega del creixement cel·lular sota la normoxia.
L’ARD1 és una subunitat de NatA (un dels sis complexos NATs en humans) i s'encarrega de l’acetilació de la Ser, Ala, Gly, Thr i Val, és a dir, transporten grups acetil de l’Acetil-CoA al primer aminoàcid de la proteïna corresponent.
També té un paper important en diferents tipus de càncer. Pot actuar com a supressor tumoral o com a oncoproteïna. Per exemple, en el càncer de mama, com més s'expressi l’ARD1235, hi ha una major supervivència, menys metàstasi i els tumors solen tenir un volum més petit. En canvi, hi ha altres tipus de càncer, com ara el carcinoma hepatocel·lular, en els quals un alt nivell d'expressió de l’ARD1 es relaciona amb una supervivència baixa i pitjors resultats clínics dels pacients.

## Interaccions, mutacions i canvis
L'Arrest-defective protein 1 (ARD1) pertany a una família de proteïnes que reben el nom de lisina acetiltransferases (KAT), la funció de les quals és transferir l'acetil coenzim A al residu intern de lisina de les proteïnes del substrat. Aquesta modificació post-traduccional és una alteració química de les proteïnes que té un paper fonamental en diverses funcions cel·lulars.
En llevats (Saccharomyces cerevisiae) s'ha observat que diverses mutacions en el gen que codifica la proteïna ARD1 poden alterar de manera significativa la funció que duu a terme l'enzim. El gen ARD1 mutat provoca que la proteïna resultant presenti una reducció de l'activitat de l'acetiltransferasa o la manca total d'activitat.
Per altra banda, les mutacions en el gen ARD1 impedeixen que les cèl·lules del llevat mostrin una aturada de creixement específica en la fase G1 del cicle cel·lular. Aquesta alteració està relacionada amb les diverses implicacions que té la proteïna ARD1 en el cicle cel·lular.

## Implicacions biològiques i rellevància clínica
L’ARD1 està implicada a nivell biològic, principalment, en el cicle cel·lular, en la seva migració, proliferació i en l'apoptosi de la cèl·lula. És essencial per la regulació del cicle cel·lular perquè participa en la maduració del centrosoma i en la separació i muntatge del fus mitòtic. Participa en la migració i proliferació localitzada amb l’aurora cinasa A (AuA) produint acetilacions. I té un efecte protector contra l’apoptosi, la mort cel·lular, disminuint la transcripció de gens proapoptòtics i l’activació de la via d’apoptosi de la caspasa.
La rellevància clínica es relaciona, majoritàriament, amb càncer, malalties neurodegeneratives i estrès oxidatiu. El càncer és el principal motiu d’interès clínic. L’ARD1 participa en la regulació de la tumorigènesi i es relaciona amb 7 càncers humans: mama, pròstata, pulmó, fetge, coll uterí, bufeta urinària i colorectal.
Experiments amb ratolins mostren un efecte antitumoral i una supressió del creixement tumoral degut a la inhibició de factors de transcripció com el HIF-1alfa. També evita la metàstasi a ganglis limfàtics inhibint la migració de cèl·lules canceroses al STATS5a en càncer de mama i bloquejant la via Rac1/Cdc42 en càncer de pulmó, per exemple. Els nivells d’ARD1 es correlacionen amb millors resultats clínics, major supervivència i menor volum tumoral.
L’ARD1 té part de funció com a supressor de tumors però s'està investigant un possible efecte perjudicial com a oncogèn en el càncer de pròstata, per exemple. En aquest càncer, inhibir el receptor d’andrògens evita la seva progressió. L’equip del doctor Liu va demostrar que la inhibició de l’ARD1, provoca la inhibició del receptor. Per tant, l’objectiu de l’ARD1 és modificar el receptor d’andrògens per disminuir la seva activitat.
L’ARD1 també està involucrada en malalties neurològiques com el Parkinson o l’Alzheimer degut a la seva funció en el desenvolupament de les dendrites neuronals. L’ARD1 regula la maduració de les neurones i forma connexions sinàptiques apropiades. Per exemple, interacciona de manera directa amb la proteïna amiloide-beta i impedeix la seva secreció, que és el primer pas del desenvolupament de l’Alzheimer.
La tercera implicació clínica més rellevant és la seva relació amb l'estrès oxidatiu. L’ARD1 està involucrat en la resposta cel·lular d’aquest estrès perquè reprimeix l’activitat de la metionina sulfòxid reductasa A, un enzim que elimina les espècies reactives de l'oxigen per protegir les cèl·lules de l’estrès. Està implicada en la inflamació i malalties metabòliques, a més del càncer i malalties neurodegeneratives.